# Dark Horse (album de Nickelback)
Cet article concerne l'album de Nickelback. Pour l'album de George Harrison, voir Dark Horse.
Pour les articles homonymes, voir Dark Horse.
Albums de Nickelback
All The Right Reasons
(2005) Here and Now
(2011)
Dark Horse est le sixième album studio du groupe canadien Nickelback, qui est sorti le 18 novembre 2008.
L'album a été enregistré de mars à août, en coproduction avec le groupe et Mutt Lange (AC/DC, Foreigner, Def Leppard, et Bryan Adams).
Le premier single de cet album est Gotta Be Somebody sorti le 29 septembre 2008 en téléchargement gratuit pendant 24 h, puis le 13 octobre en téléchargement payant sur iTunes. 
L'album a reçu le titre d'album de l'année à la cérémonie des prix Juno le 29 mars 2009. Le titre Burn It to the Ground est utilisée comme thème de WWE Raw depuis le 16 novembre 2009.

## Liste des chansons
| No  | Titre                      | Durée |
| --- | -------------------------- | ----- |
| 1.  | Something in Your Mouth    | 3:40  |
| 2.  | Burn It to the Ground      | 3:30  |
| 3.  | Gotta Be Somebody          | 4:13  |
| 4.  | I'd Come for You           | 4:23  |
| 5.  | Next Go Round              | 3:44  |
| 6.  | Just to Get High           | 4:02  |
| 7.  | Never Gonna Be Alone       | 3:48  |
| 8.  | Shakin' Hands              | 3:40  |
| 9.  | S.E.X.                     | 3:54  |
| 10. | If Today Was Your Last Day | 4:08  |
| 11. | This Afternoon             | 4:35  |

## Certifications
| Pays                    | Certification |
| ----------------------- | ------------- |
| Allemagne (BVMI)        | Platine       |
| Australie (ARIA)        | 3 × Platine   |
| Autriche (IFPI)         | Or            |
| Canada (Music Canada)   | 6 × Platine   |
| CCG (IFPI)              | Platine       |
| Danemark (IFPI)         | Platine       |
| États-Unis (RIAA)       | 3 × Platine   |
| Nouvelle-Zélande (RMNZ) | Platine       |
| Royaume-Uni (BPI)       | Platine       |
| Suède (GLF)             | Or            |